# 马克·高野
马克·艾伦·高野（英語：Mark Allan Takano，/təˈkɑːnoʊ/；1960年12月10日—）是一名的美国政治家和学者，民主黨黨員。2013年起擔任加州第41選區的聯邦眾議員，2019年出任眾議院退伍軍人事務委員會主席。高野是第三代的日裔美國人，同時也是美国国会中第一位出櫃的亞裔同性戀者。高野支持槍枝管制，並在美國眾議院2次彈劾唐納·川普時均投贊成票。

## 生平
高野是日裔美國人，是第三代日本移民。1960年出生在加利福尼亚州里弗赛德。在第二次世界大战期间，他的長輩被轉移到一个“战争安置营”并被拘留。他于1983年毕业于哈佛大学，获得政府学学士学位；2010年獲得加利福尼亞大學河濱分校表演艺术创意写作硕士学位。高野在公立学校教授英國文學达23年。他在大学期间一直是美國共和党党员，后来他成为美國民主党党员。

## 外部鏈接
- Congressman Mark Takano （页面存档备份，存于） official U.S. House website
- Mark Takano for Congress （页面存档备份，存于）
- 中的“马克·高野”
- C-SPAN內的頁面（英文）

- 美國國會國家人物傳記大辭典中的傳記
- 由華盛頓郵報維護的投票記錄
- 智慧投票计划中的傳記、投票紀錄及利益集團評級
- 聯邦選舉委員會中的競選財務報告和數據